# Proto-industrie
Met de term proto-industrie wordt een vorm van nijverheid aangeduid met afzet op nationale of internationale markten, die plaatsvond voordat er van fabrieksmatige productie sprake was.
In West-Europa heeft de proto-industriële productiewijze nog bestaan tot in de beginjaren van de 20e eeuw, maar ze was toen al lang niet meer dominant. Door economen wordt de proto-industriële activiteit verklaard door een model waarin de opbrengst van deze arbeid vanaf een bepaalde hoeveelheid bestede uren groter wordt dan het meerproduct dat men verwerft als men de overtollige uren aan extra agrarische activiteiten besteedt.
Proto-industrie betreft onder andere huisnijverheid die door in de landbouw werkzame personen werd bedreven naast hun agrarische werkzaamheden. Een proto-industrie kon echter ook op grotere schaal plaatsvinden, bijvoorbeeld in pannenbakkerijen.

## Huisnijverheid
De huisnijverheid werd uitgevoerd met het doel de inkomsten enigszins te vergroten. Deze productie was dan marktgericht en niet voor eigen behoefte. Werden oorspronkelijk de waren op lokale markten afgezet, geleidelijk was er ook sprake van tussenpersonen die grondstoffen leverden en deze in bewerkte vorm weer terugkochten, de zogeheten fabrikeurs. De thuiswerker werd dan een stukloon uitbetaald.
Dit type huisnijverheid kon activiteiten als spinnen en weven omvatten, maar ook bijvoorbeeld het looien van leer, het vervaardigen van sigaren, en dergelijke.

## Centralisatie
Geleidelijk aan werden de bewerkingen, die vroeger door de thuiswerker werden verricht, gecentraliseerd. Dit proces vond plaats omdat:
- De mechanisatie van de productie de behoefte deed ontstaan aan hoge investeringen en/of een centrale krachtbron.
- Centralisatie kon leiden tot een hogere mate van arbeidsdeling en daarmee tot efficiëntere productie.

Op deze wijze vormden de thuiswerkers het reservoir aan arbeidskrachten voor de opkomende industriële productiewijze. Daarom werden bovengenoemde activiteiten proto-industriële activiteiten genoemd.
Kenmerk van sommige proto-industrie was dat het gehele gezin werd ingezet. De vader werd arbeider, maar ook de moeder en de kinderen waren verplicht om mee te werken, dit alles tegen een loon dat slechts het bestaansminimum garandeerde.

## Ambachten
De proto-industriële productie dient niet verward te worden met de ambachtelijke productiewijze, hoewel ook deze een grote bijdrage aan de industrialisatie heeft geleverd. De ambachten immers waren tot aan de einde van het ancien régime omstreeks 1794 streng gereglementeerd in gilden, terwijl de proto-industriële werkers daarbuiten stonden, en vaak eenvoudige werkzaamheden verrichtten. Na de afschaffing van het gildesysteem zijn een aantal ambachtelijke bedrijven eveneens uitgegroeid tot industriële ondernemingen.